# Ty Burrell

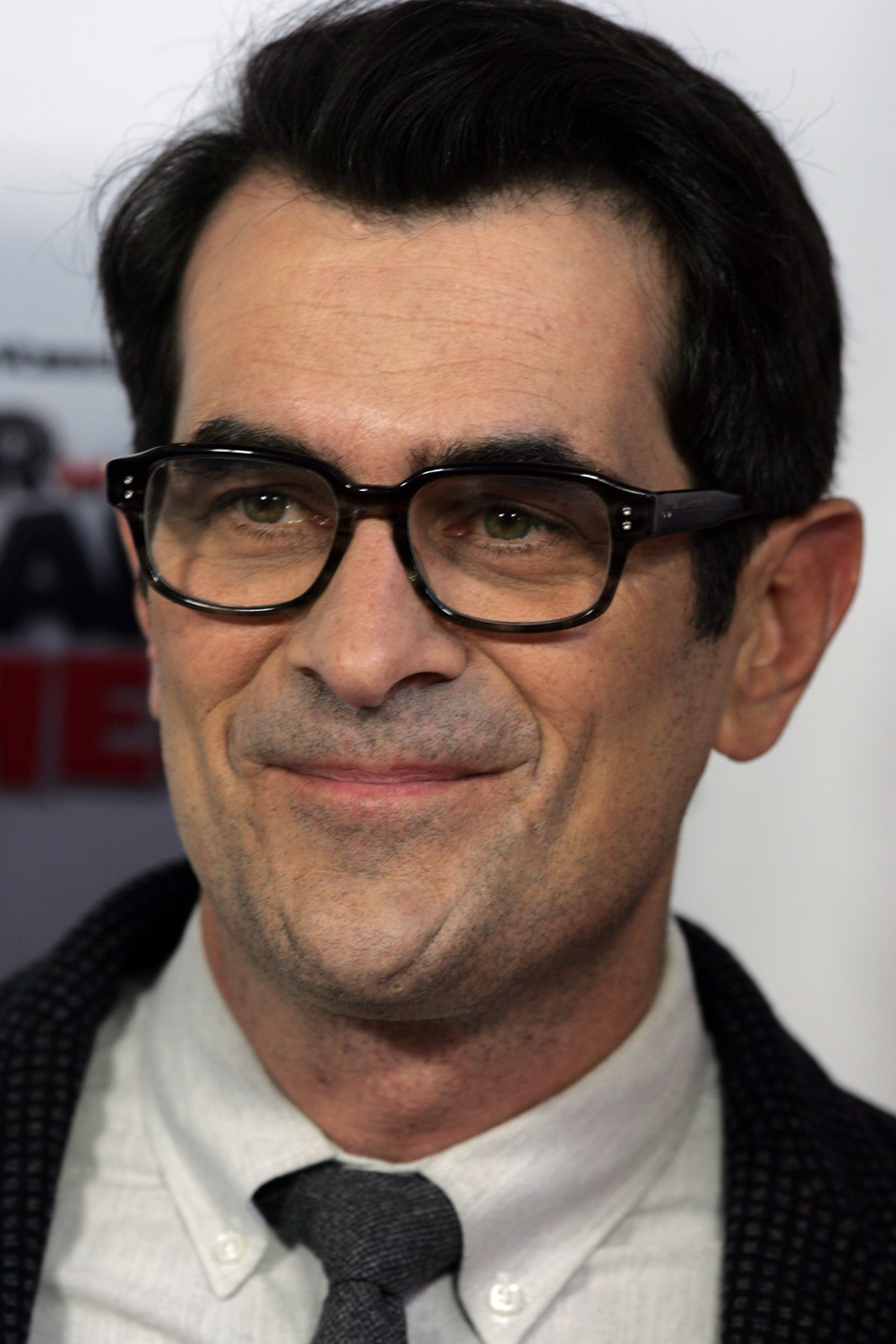
Ty Burrell (2014)

Tyler „Ty“ Gerald Burrell (* 22. August 1967 in Grants Pass, Oregon) ist ein US-amerikanischer Schauspieler. Bekannt wurde er vor allem durch die Rolle des Phil Dunphy in der Fernsehserie Modern Family.

## Leben
Burrell wuchs gemeinsam mit drei Geschwistern in Ashland und später in Applegate auf. Nachdem er die Hidden Valley High School in Grants Pass abgeschlossen hatte, studierte er bis 1993 an der Southern Oregon University und absolvierte mit einem Bachelor in Theaterwissenschaften. Daraufhin schloss er bis 1997 einen Master an der Pennsylvania State University ab.
Im Jahr 2000 gab er sein Schauspieldebüt in der Fernsehserie Law & Order. In der Science-Fiction-Komödie Evolution (2001) spielte er an der Seite von David Duchovny und Julianne Moore. In der Komödie Reine Chefsache (2004) war er neben Dennis Quaid und Scarlett Johansson zu sehen. In den Jahren 2005 und 2006 trat er in der Fernsehserie Out of Practice neben Stockard Channing und Jennifer Tilly auf.
Burrell spielte in der Komödie Freunde mit Geld (2006) an der Seite von Jennifer Aniston. Im Filmdrama Fell – Eine Liebesgeschichte (2006) spielte er die Rolle von Allan Arbus, dem Ehemann von Diane Arbus, die Nicole Kidman spielte. Für die Rolle des Familienvaters Phil Dunphy in der Serie Modern Family (2009–2020) gewann er unter anderem jeweils 2011 und 2014 einen Emmy als bester Nebendarsteller in einer Comedyserie.
Burrell trat zudem Off-Broadway und am Broadway in einigen Theaterstücken auf. Er ist verheiratet und hat zwei Töchter, die er in den Jahren 2010 und 2012 gemeinsam mit seiner Frau adoptierte.

## Filmografie (Auswahl)
- 2000, 2003: Law & Order (Fernsehserie, 2 Folgen)
- 2001: Evolution
- 2001: The West Wing – Im Zentrum der Macht (The West Wing, Fernsehserie, Folge 3x09)
- 2001: Black Hawk Down
- 2002: Law & Order: Special Victims Unit (Fernsehserie, Folge 3x15)
- 2004: Dawn of the Dead
- 2004: Reine Chefsache (In Good Company)
- 2005–2006: Out of Practice – Doktor, Single sucht … (Out of Practice, Fernsehserie, 21 Folgen)
- 2005: Down in the Valley
- 2006: Freunde mit Geld (Friends with Money)
- 2006: The Darwin Awards
- 2006: Fell – Eine Liebesgeschichte (Fur – An Imaginary Portrait of Diane Arbus)
- 2007–2008: Back to You (Fernsehserie, 17 Folgen)
- 2007: Das Vermächtnis des geheimen Buches (National Treasure: Book of Secrets)
- 2007: Lipshitz Saves the World (Fernsehfilm)
- 2008: Der unglaubliche Hulk (The Incredible Hulk)
- 2008: Fourplay (Fernsehfilm)
- 2009: Leaves of Grass
- 2009: Damages – Im Netz der Macht (Damages, Fernsehserie, Folge 2x05)
- 2009–2020: Modern Family (Fernsehserie, 250 Folgen)
- 2010–2011: The Super Hero Squad Show (Fernsehserie, 3 Folgen, Stimme)
- 2010–2011: Glenn Martin, DDS (Fernsehserie, 2 Folgen, Stimme)
- 2010: Fair Game – Nichts ist gefährlicher als die Wahrheit (Fair Game)
- 2010: Morning Glory
- 2011: Alles in Butter (Butter)
- 2012: Goats
- 2012: Doc McStuffins, Spielzeugärztin (Doc McStuffins, Fernsehserie, Folge 1x02, Stimme)
- 2012, 2014: Key and Peele (Fernsehserie, 2 Folgen)
- 2014: The Skeleton Twins
- 2014: Die Abenteuer von Mr. Peabody & Sherman (Mr. Peabody & Sherman, Stimme)
- 2014: Muppets Most Wanted
- 2016: Findet Dorie (Finding Dory, Stimme)
- 2016: Boondoggle (Miniserie, 3 Folgen)
- 2016: Störche – Abenteuer im Anflug (Storks, Stimme)
- 2017: Girls’ Night Out (Rough Night)
- 2017: Family Guy (Fernsehserie, Folge 16x01)
- 2020–2021: Duncanville (Fernsehserie, 23 Folgen, Stimme)

## Theatrografie
- 2000: Macbeth (Music Box Theatre, New York City)
- 2002: Burn This (Union Square Theatre, New York City)
- 2004: Richard III (Joseph Papp Public Theater/ Martinson Hall, New York City)
- 2006: Show People (Second Stage Theatre, New York City)